# Okres Opatów
Okres Opatów (polsky Powiat opatowski) je okres v polském Svatokřížském vojvodství. Rozlohu má 910,87 km² a v roce 2021 zde žilo 51 149 obyvatel. Sídlem správy okresu je město Opatów.

## Gminy
Městsko-vesnické:
- Iwaniska
- Opatów
- Ożarów

Vesnické:
- Baćkowice
- Lipnik
- Sadowie
- Tarłów
- Wojciechowice

## Města
- Iwaniska
- Opatów
- Ożarów

## Sousední okresy
| Růžice kompasu | Ostrowiec | Lipsko       | Opole Lubelskie | Růžice kompasu |
| Růžice kompasu | Kielce    | Sever        | Kraśnik         | Růžice kompasu |
| Růžice kompasu | Kielce    | Okres Opatów | Kraśnik         | Růžice kompasu |
| Růžice kompasu | Kielce    | Jih          | Kraśnik         | Růžice kompasu |
| Růžice kompasu |           | Staszów      | Sandomierz      | Růžice kompasu |